# 河本英夫
河本 英夫（かわもと ひでお、1953年5月 - ）は、日本の哲学者。専門は、オートポイエーシス・科学論・一般システム理論など。学術博士（東京大学・論文博士・2008年）（学位論文・「システム現象学 認知運動療法の哲学的基礎」）。東洋大学名誉教授。東洋大学国際哲学研究センター長。

## 経歴
鳥取県出身。1977年東京大学教養学部基礎科学分科卒業、1982年東京大学大学院理学系研究科（科学史）博士課程満期退学。1989年長崎大学助教授、1991年東洋大学助教授、1996年文学部哲学科教授。2024年東洋大学名誉教授。
2008年「システム現象学 認知運動療法の哲学的基礎」で、東京大学より学術博士の学位を取得。

## 著書
- 『自然の解釈学――ゲーテ自然学再考』（海鳴社 1984）
- 『諸科学の解体 科学論の可能性』（三嶺書房 1987.9）
- 『オートポイエーシス—第三世代システム』（青土社 1995）
- 『オートポイエーシスの拡張』（青土社 2000）
- 『オートポイエーシス2001—日々新たに目覚めるために』 (ワードマップ)（新曜社 2000）
- 『システムの思想 オートポイエーシス・プラス』（東京書籍 2002.7）
- 『メタモルフォーゼ オートポイエーシスの核心』（青土社 2002.10）
- 『システム現象学 ― オートポイエーシスの第四領域』（新曜社、2006）
- 『哲学、脳を揺さぶる オートポイエーシスの練習問題』（日経BP社　2007）「哲学の練習問題」講談社学術文庫
- 『飽きる力』（日本放送出版協会 生活人新書　2010
- 『臨床するオートポイエーシス 体験的世界の変容と再生』（青土社 2010.12）
- 『損傷したシステムはいかに創発・再生するか: オートポイエーシスの第五領域』（新曜社 2014.3）
- 『〈わたし〉の哲学　オートポイエーシス入門』2014.5）角川選書
- 『経験をリセットする ―理論哲学から行為哲学へ』（青土社 2017.9）
- 『ダ・ヴィンチ・システム：来たるべき自然知能のメチエ』（ヒューマンフィールドワークス 2022.4）

### 共編著
- 『真理への反逆 知識と行為の哲学』一ノ瀬正樹共編 （富士書店 1994.3）
- 『精神医学ー複雑系の科学と現代思想』花村誠一共編（青土社 1998.12）
- 『感覚-世界の境界線』佐藤康邦共編 （白菁社 1999.11）
- 『媒体性の現象学』新田義弘・山口一郎共編（青土社 2002.7）
- 『他者の現象学 3』谷徹,松尾正共編 （北斗出版 2004.2）
- 『自己意識の現象学 生命と知をめぐって』新田義弘共編 （世界思想社 2005.6）
- 『エコロジーをデザインする―エコ・フィロソフィの挑戦』山田利明/稲垣諭共編著 （春秋社 2013.3）
- 『エコ・ファンタジー: 環境への感度を拡張するために』山田利明共著（春風社 2015.10）
- 『現象学のパースペクティヴ』稲垣諭共編著 （晃洋書房 2017.3）
- 『iHuman : AI時代の有機体-人間-機械』稲垣諭共編著. 学芸みらい社, 2019.3
- 『現象学未来からの光芒 新田義弘教授追悼論文集』編著. 学芸みらい社, 2021.4
- 『見えない世界を可視化する「哲学地図」 「ポスト真実」時代を読み解く10章』稲垣諭共編著. 学芸みらい社, 2021.4
- 『創発と危機のデッサン：新たな知と経験のフィールドワーク』編著. 学芸みらい社, 2022.4

### 翻訳
- アーサー・ダントー『物語としての歴史 歴史の分析哲学』国文社 1989.2、ちくま学芸文庫 2024.10
- H.R.マトゥラーナ,F.J.ヴァレラ『オートポイエーシス 生命システムとは何か』国文社 1991.10
- ペーター・ヤニッヒ『制作行為と認識の限界 行為としての自然科学』直江清隆共訳 国文社 2004.5
- 荒川修作,マドリン・ギンズ『建築する身体 人間を超えていくために』春秋社 2004.9
- 荒川修作,マドリン・ギンズ『死ぬのは法律違反です 死に抗する建築:21世紀への源流』稲垣諭共訳 春秋社 2007.8

## 関連人物
- 荒川修作